# Seznam území v Antarktidě
Toto je seznam území v Antarktidě.

Antarktida na mapě světa

Antarktida je po Jižní Americe pátý největší kontinent na světě.  Spolu s přilehlými ostrovy se rozkládá na ploše 14 000 000 km², což je přibližně 9,2 % povrchu planety Země a 9,2 % rozlohy pevniny. Kontinent je zcela neobydlený, ale díky přítomnosti antarktických stanic žije na tomto kontinentu v zimě 1000 lidí a v létě 5000 lidí.  Kontinent je celý obklopen Jižním oceánem, či dřívějšího rozdělení jižními vodami Tichého, Atlantského a Indického oceánu. V Antarktidě nejsou žádné běžné nezávislé státy, ale na tomto kontinentu existují pouze závislá a nárokovaná území.
Níže uvedená tabulka uvádí všechny závislá území a všechny územní nároky na tomto kontinentu. U každého území je dále uvedena vlajka, znak, oficiální název v češtině a místních úředních jazycích, mezinárodní poznávací značka, hlavní sídlo (správní středisko), největší sídlo, hlava státu, měna (včetně kódu ISO), počet obyvatel v roce 2007, rozloha a mapa.

## Seznam území
Legenda:
| Vlajka | Znak | Krátký název                                                                         | Oficiální název | ISO 3166-1 | Hlavní sídlo             | Největší sídlo                                                        | Hlava státu        | Měna (kód ISO)            | Populace (2007) | Rozloha (km²) | Mapa |
|        |      | Argentinská Antarktida (Argentina)                                                   | Argentinská Antarktida španělsky: Antártida Argentina | AR         | Base Esperanza           | Base Marambio                                                         | Javier Milei       | argentinské peso (ARS)    | 469             | 1 461 597     |      |
|        |      | Aucklandovy ostrovy (Nový Zéland)                                                    | Aucklandovy ostrovy anglicky: Auckland Islands maorsky: Motu Maha/Maungahuka | NZ         | –                        | –                                                                     | Karel III. Britský | novozélandský dolar (NZD) | 0               | 627           |      |
|        |      | Australské antarktické území (Austrálie)                                             | Australské antarktické území anglicky: Australian Antarctic Territory | AU         | Davis Station            | Davis Station                                                         | Karel III. Britský | australský dolar (AUD)    | 0               | 6 120 000     |      |
|        |      | Bouvetův ostrov (Norsko)                                                             | Bouvetův ostrov norsky: Bouvetøya | BV         | –                        | –                                                                     | Harald V.          | norská koruna (NOK)       | 0               | 58,5          |      |
|        |      | Britské antarktické území (Spojené království)                                       | Britské antarktické území anglicky: British Antarctic Territory | GB         | Rothera Research Station | Halley Research Station                                               | Karel III. Britský | libra šterlinků (GBP)     | 0               | 1 709 400     |      |
|        |      | Campbellovy ostrovy (Nový Zéland)                                                    | Campbellovy ostrovy anglicky: Campbell Islands maorsky: Motu Ihupuku | NZ         | –                        | –                                                                     | Karel III. Britský | novozélandský dolar (NZD) | 0               | 113,31        |      |
|        |      | Chilské antarktické území (Chile)                                                    | Chilské antarktické území španělsky: Territorio Chileno Antártico | CL         | Villa Las Estrellas      | Base Presidente Eduardo Frei Montalva                                 | Gabriel Boric      | chilské peso (CLP)        | 130             | 1 250 257,6   |      |
|        |      | Francouzská jižní a antarktická území (Francie)                                      | Francouzská jižní a antarktická území francouzsky: Terres australes et antarctiques françaises | TF         | Saint-Pierre (Réunion)   | Port-aux-Français                                                     | Emmanuel Macron    | euro (EUR)                | 186             | 440 000       |      |
|        |      | Goughův ostrov (Tristan da Cunha)                                                    | Goughův ostrov anglicky: Gough Island | SH         | Gough Island Base        | Goughská meteorologická stanice patřící South African Weather Service | Karel III. Britský | svatohelenská libra (SHP) | 6               | 65            |      |
|        |      | Heardův ostrov a McDonaldovy ostrovy (Austrálie)                                     | Území Heardův ostrov a McDonaldovy ostrovy anglicky: Territory of Heard Island and McDonald Islands | HM         | –                        | –                                                                     | Karel III. Britský | australský dolar (AUD)    | 0               | 412           |      |
|        |      | Jižní Sandwichovy ostrovy (určitou část) (Jižní Georgie a Jižní Sandwichovy ostrovy) | Jižní Sandwichovy ostrovy anglicky: South Sandwich Islands | GS         | –                        | –                                                                     | Karel III. Britský | libra šterlinků (GBP)     | 0               | 139,5         |      |
|        |      | Macquarie (Austrálie)                                                                | Macquarie anglicky: Macquarie Island | AU         | Macquarie Island Station | Macquarie Island Station                                              | Karel III. Britský | australský dolar (AUD)    | 0               | 128           |      |
|        |      | Ostrov Petra I. (Norsko)                                                             | Ostrov Petra I. norsky: Peter I Øy | NO         | –                        | –                                                                     | Harald V.          | norská koruna (NOK)       | 0               | 249,2         |      |
|        |      | Ostrovy prince Edvarda (Jihoafrická republika)                                       | Ostrovy prince Edvarda anglicky: Prince Edward Islands afrikánsky: Prins Edward-eiland jihondebelsky: Iziqhingi zeNkosana u-Edward xhosky: Isiqithi sasePrince Edward zulusky: I-Prince Edward Island svazijsky: Sihlenge seNkhosana Edward severosothsky: Dihlakehlake tša Kgoši Edward jihosothsky: Sehlekehleke sa Prince Edward čvansky: Setlhaketlhake sa Kgosana Edward tsongsky: Xihlala xa Prince Edward vendsky: Tshiṱangadzime tsha Prince Edward | ZA         | Marion Research Station  | Marion Research Station                                               | Cyril Ramaphosa    | jihoafrický rand (ZAR)    | 0               | 335           |      |
|        |      | Ostrovy Protinožců (Nový Zéland)                                                     | Ostrovy Protinožců anglicky: Antipodes Islands maorsky: Moutere Mahue | NZ         | –                        | –                                                                     | Karel III. Britský | novozélandský dolar (NZD) | 0               | 22            |      |
|        |      | Ostrovy Snares (Nový Zéland)                                                         | Ostrovy Snares anglicky: Snares Islands maorsky: Tini Heke | NZ         | –                        | –                                                                     | Karel III. Britský | novozélandský dolar (NZD) | 0               | 3,28          |      |
|        |      | Rossova dependence (Nový Zéland)                                                     | Rossova dependence anglicky: Ross Dependency | NZ         | Scott Base               | McMurdo Station                                                       | Karel III. Britský | novozélandský dolar (NZD) | 0               | 750 000       |      |
|        |      | Souostroví Bounty (Nový Zéland)                                                      | Souostroví Bounty anglicky: Bounty Islands maorsky: Moutere Hauriri | NZ         | –                        | –                                                                     | Karel III. Britský | novozélandský dolar (NZD) | 0               | 1,35          |      |
|        |      | Země královny Maud (Norsko)                                                          | Země královny Maud norsky: Dronning Maud Land | NO         | Troll                    | Neumayer III                                                          | Harald V.          | norská koruna (NOK)       | 0               | 2 700 000     |      |